# Homonemobius nigricans
Homonemobius nigricans är en insektsart som beskrevs av Sigfrid Ingrisch 1987. Homonemobius nigricans ingår i släktet Homonemobius och familjen syrsor. Inga underarter finns listade i Catalogue of Life.